# Andrew Lang
Andrew Lang, född 31 mars 1844, död 20 juli 1912 i Banchory, Aberdeenshire, var en skotsk etnolog och mytforskare.

## Biografi
Lang hävdade i opposition mot den evolutionistiska religionshistorien monoteismens ("urmomoteismens", höggudlärans)prioritet i förhållande till polyteism och animism. 
Han ställde sig med sina arbeten Custom and Myth (1884: fjärde upplagan 1898), Myth, Literature and Religion (1887; tredje upplagan 1899), The Making of Religion (1898), Magic and Religion (1901), The Secret of the Totem (1905) och The Clyde Mystery (samma år) i främsta ledet bland de forskare, som hos de på hans tid ännu levande "vilda" folkslagens myter och sägner försökte uppvisa motsvarigheter till de forntida mytologierna samt hur även dessa måste ha uppkommit hos folk, som ännu befann sig i naturtillståndet. 
Lang skrev även en History of Scotland (fyra band, 1900-07) och biografier över Lockhart (1896) och Tennyson (1901). Han översatte också Odysséen (tillsammans med Butcher) och Iliaden (tillsammans med Myers och Leaf). Bland Langs många övriga arbeten märks vidare Books and Bookmen (1886), Cock Lane and Common Sense (1894), The Book of Dreams and Ghosts (1897), Modern Mythology (samma år), Historical Mysteries (1904) och John Knox and the Reformation (1905) samt flera diktsamlingar och sagobearbetningar. Han invaldes som utländsk ledamot av svenska Vetenskapsakademien 1910.